# Ivaylo Yordanov
Pour les articles homonymes, voir Yordanov.
Ivaylo Yordanov, né le 22 avril 1968 à Samokov en Bulgarie, est un footballeur bulgare qui évoluait au poste de milieu de terrain.

## Biographie
Ivaylo Yordanov joue principalement en faveur du Sporting Clube de Portugal.
Il fait partie de la fameuse équipe de Bulgarie qui atteint les demi-finales de la coupe du monde 1994 aux États-Unis.
Il est sélectionné à 50 reprises en équipe nationale dans sa carrière et marque 3 buts.

## Carrière
- 1987-1989 :  Rilski Sportlist Samokov
- 1989-1991 :  Loko Gorna
- 1991-2001 :  Sporting Clube de Portugal[1],[2]

## Palmarès
- Champion du Portugal en 2000 avec le Sporting Portugal
- Vainqueur de la Coupe du Portugal en 1995 avec le Sporting Portugal
- Finaliste de la Coupe du Portugal en 1994, 1996 et 2000 avec le Sporting Portugal

## Distinctions personnelles
- Élu footballeur bulgare de l'année en 1998
- Meilleur buteur du championnat de Bulgarie en 1991 (20 ou 21 buts selon les sources)